# World Energy Council
O World Energy Council (WEC) ("Conselho Mundial de Energia", em português) é um fórum global com sede em Londres. Sua missão é de "promover o fornecimento e a utilização sustentável da energia em benefício de todos os povos". 
A ideia da fundação do WEC veio de Daniel Nicol Dunlop por volta de 1920. Ele queria reunir especialistas de todo o mundo para discutir questões energéticas atuais e futuras. Ele organizou em 1923o primeiro comitê nacional, que organizou a primeira World Power Conference (WPC) em 1924. 1700 experts de 40 países se encontraram em Londres para discutir as questões energéticas. O encontro foi um sucesso e os participantes decidiram criar em 11 de Julho de 1924 uma organização permanente chamada de World Power Conference. Dunlop foi eleito como primeiro Secretário Geral. Em 1968 o nome foi mudado para World Energy Conference e em 1992 se tornou World Energy Council.
Atualmente, o WEC tem Comitês Membros em mais de 90 países, que representa mais de 3000 organizações membro, incluindo governos, indústrias e instituições especialistas no assunto. O WEC abrange todos os recursos energéticos e tecnologia de suprimento e demanda de energia.
As publicações da WEC incluem um anuário país por país de Energia e Avaliação da Política Climática, A Pesquisa de Recursos Energéticos.

## Congressos de Energia Mundial
1. Londres, 1924
2. Berlim, 1930
3. Washington, 1936
4. Londres, 1950
5. Viena, 1956
6. Melbourne, 1962
7. Moscou, 1968
8. Bucareste, 1971
9. Detroit, 1974
10. Istambul, 1977
11. Munique, 1980
12. Nova Délhi, 1983
13. Cannes, 1986
14. Montreal, 1989
15. Madri, 1992
16. Tóquio, 1995
17. Houston, 1998
18. Buenos Aires, 2001
19. Sydney, 2004
20. Roma, 2007
21. Montreal, 2010

## Secretários gerais
- 1924 – 1928: Daniel Nicol Dunlop
- 1928 – 1966: Charles Gray
- 1966 – 1986: Eric Ruttley
- 1986 – 1998: Ian Lindsay
- 1998 – 2008: Gerald Doucet
- 2008 - 2009: Kieran O'Brian (temporário)
- 2009 - atualmente: Christoph Frei

## Relatório
Um relatório foi publicado em 2011, em parceira com Oliver Wyman, intitulado de Políticas para o futuro: 2011 Avaliação da energia do país e as políticas climáticas, que classifica as performances dos países de acordo com um índice de sustentabilidade energética. Os melhores classificados foram Suíça, Suécia e França.